# Malpulutta kretseri
Malpulutta kretseri é uma espécie de peixe da família Belontiidae.
É endémica do Sri Lanka.